# エルンスト＝ヴィルヘルム・ゴール
エルンスト＝ヴィルヘルム・ゴール（ドイツ語:  Ernst-Wilhelm Gohl , 1963年6月3日 シュトゥットガルト -)はドイツのルター派福音主義教会牧師。2022年7月24日、ヴュルテンベルク福音主義州教会 監督 に就任した。

## 経歴

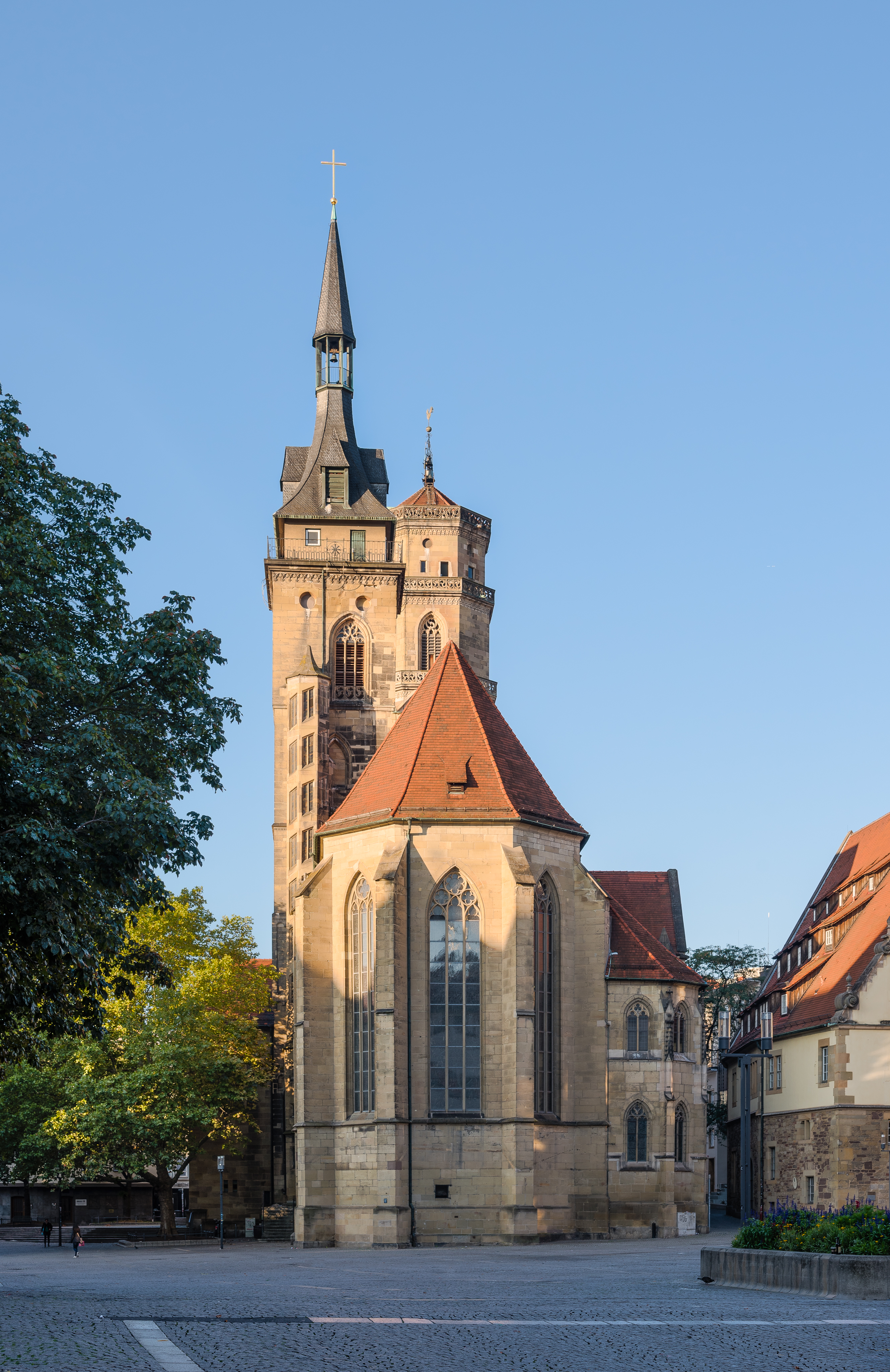
シュトゥットガルト
シュティフト教会

エルンスト＝ヴィルヘルム・ゴールはバーデン＝ヴュルテンベルク州エスリンゲン郡エスリンゲン・アム・ネッカー市とテュービンゲン郡メッシンゲン市で育つ。彼は良心的兵役拒否者として、非軍事的役務に就いていた。ドイツ赤十字社の協力メンバーでもある。福音主義神学をテュービンゲン大学福音主義神学部とベルン大学神学部、ローマにある福音主義教会系大学神学部で学んだ。牧師補としてベーブリンゲン市で働いた後、2001年から2006年までプロッヒンゲン市にある聖ブラシウス教会の牧師であった。
2006年、エルンスト＝ヴィルヘルム・ゴールはウルム教会地区の地区長に就任。2007年、彼はヴュルテンベルク福音主義州教会総会代議員になり、総会内会派「福音と教会」に属した。エルンスト＝ヴィルヘルム・ゴールの属している「福音と教会」は教会政治において中間派として存在している。
2022年3月17日、州教会監督を選出するためのヴュルテンベルク福音主義州教会総会が開催された。州教会監督選挙1回目の投票において、ゴットフリート・ハインツマン (敬虔主義者会派「生ける信徒共同体」)38票、ヴィオラ・シュレンク (リベラル左派会派「開かれた教会」)30票、エルンスト＝ヴィルヘルム・ゴール18票で、州教会監督選出に必要な3分の2の票数に達した候補はいなかった。
第2回目投票が行われたが、ゴットフリート・ハインツマン37票、ヴィオラ・シュレンク30票、エルンスト＝ヴィルヘルム・ゴール19票で当選に必要な票数を得られなかった。この結果を受けて、ゴールは立候補辞退を表明した。
引き続いて、第3回目投票がおこなわれ、ゴットフリート・ハインツマン41票、ヴィオラ・シュレンク39票、無効6票で当選に必要な3分の2の票に達する候補はいなかった。この結果を受けて、左派リベラル系のヴィオラ・シュレンクは立候補辞退を表明した。その後、第4回目投票がおこなわれ、保守敬虔主義者ゴットフリート・ハインツマン44票、無効42票になり、ハインツマンは総会で当選に必要な信任を得られなかった。
この事態を受けて、総会内会派による調整がおこなわれ、中間派エルンスト＝ヴィルヘルム・ゴールのみが州教会監督候補として再度立候補することになった。
2022年3月19日に第5回目投票がおこなわれ、中間派エルンスト＝ヴィルヘルム・ゴールが有効投票数84票中57票を得て、次期ヴュルテンベルク福音主義州教会監督として当選した。
エルンスト＝ヴィルヘルム・ゴールは2022年7月24日、シュトゥットガルトシュティフト教会において、フランク・オトフリート・ユリーの後任としてヴュルテンベルク福音主義州教会監督に就任した。

## 家族
ゴールは福音主義教会牧師の息子であり、彼の妻は薬剤師である。この夫婦には2人の成人した子がいるが、早世した子供が1人いた。